# Nationaal park Mangroves
Het Nationaal park Mangroves is een zeereservaat in de Democratische Republiek Congo, opgericht in 1992. Het heeft een oppervlakte van 768 km2 en ligt op de noordelijke oever van de monding van de Kongo-rivier, in de buurt van de havenstad Banana en Moanda.
Het park werd op 18 januari 1996 aangewezen als internationaal belangrijk watergebied volgens de Conventie van Ramsar.
Het Mangroves-park omvat waardevolle mangrovegebieden aan de kust (op zee en in de rivier) en op riviereilanden. Er leven zeekoeien, nijlpaarden, verschillende apensoorten, krokodillen, varanen, schildpadden en slangen. Het park wordt bemand door een curator en 20 bewakers.
De belangrijkste gevaren van het reservaat zijn wildstroperij en ontbossing. Ook olievervuiling is een zorg: het gebied wordt gebruikt door zeeschepen naar Matadi, minder vaak naar Boma, en in de buurt bevinden zich verschillende olie-extractie- en raffinageplaatsen. 